# Hoel II de Bretanya
Hoel II de Bretanya (Hoel de Cornualla o més acuradament Hoel V de Cornualla) dit Houel Huuel en bretó i Hoël de Cornouaille en francès (vers 1030 - 13 d'abril de 1084), fill gran d'Alan Canhiart, comte de Cornualla, i de Judit de Nantes filla i hereva de Judicael, comte de Nantes, fou comte de Cornualla i de Nantes, i després duc de Bretanya de 1066 a 1084.

## Biografia
Va esdevenir comte de Cornualla a la mort del seu pare el 1058, i comte de Nantes, que ja administrava fins i tot abans de la defunció de la seva mare Judit el 1063. Per tal de reforçar el control de la casa de Cornualla sobre el Nantaès, va fer escollir (1059), i després consagrar (1061) com a bisbe de la ciutat al seu germà petit Guerech de Cornualla (bisbe Guerech II de Nantes, dit Guerech II de Cornualla) A la mort de Guerech el 31 de juliol de 1079, el seu germà segon Benet de Cornualla, abat de Santa Creu de Quimperlé des de 1066, el va succeeix al capdavant del bisbat.
Abans de 1058, Hoel s'havia casat amb Havoisa de Bretanya, filla del duc Alan III de Bretanya i germana de Conan II. A la mort d'aquest últim, Havoisa el va heretar i va esdevenir duc consort de Bretanya l'11 de desembre de 1066. Només el comtat de Rennes escapava a la seva autoritat, en haver estat donat a Geoffroy Grenonat, un fill il·legítim d'Alan III de Bretanya.
Durant el principat d'Hoel, els senyors bretons que havien participat en la conquesta d'Anglaterra amb Guillem el Conqueridor obteniren feus importants a la nova conquesta. És en aquesta ocasió que Alan, fill d'Eudó de Porhoët, va obtenir el comtat de Richmond.
El començament del seu regnat fou tranquil, però la seva esposa Havoisa va morir el 1072. Hoel va haver de fer front llavors, entre 1075 i 1077, a una revolta dels feudals bretons dirigits per Geoffroy Boterel (fill d'Odó de Penthièvre), Geoffroy Grenonat (fill d'Alan III), Eudó I de Porhoët, i altres senyors de l'Alta Bretanya, però fins i tot del seu feu patrimonial de Cornualla. Hoel no va liquidar la revolta més que amb l'ajut de Guillem el Conqueridor i la intervenció en els combats del seu fill gran Alain IV Fergent.
El duc Hoel va residir a Quimper i a Nantes amb la seva cort. Hoel va morir el 13 d'abril de 1084.

### Matrimoni i fills
De la seva unió abans del 1058 amb Havoisa de Bretanya van néixer cinc fills:
1. Alan IV Fergent, duc de Bretanya
2. Maties II de Bretanya, comte de Nantes.
3. Eudó, citat en un diploma del cartulari de Redon el 1089.
4. Adela II, abadessa de Saint-Georges de Rennes de 1085 a la seva mort el 14 d'octubre de 1152.
5. Havoisa, coneguda per un diploma del cartulari de l'abadia de Saint-Georges de Rennes de 1085.